# Veikko Ihamuotila
Veikko Artturi Ihamuotila, född 17 februari 1911 i Helsingfors, död där 2 februari 1979, var en finländsk lantbrukspolitiker. Han var far till Jaakko och Risto Ihamuotila.
Ihamuotila blev agronomie- och forstkandidat 1935. Han var vd för Pellonraivaus Oy 1942–1945 och dess direktionsordförande 1942–1959. 1954–1975 tjänstgjorde han som  direktionsordförande i lantbruksproducentförbundet Maataloustuottajain keskusliitto.
Ihamuotila var 1975 jord- och skogsbruksminister i Regeringen Liinamaa, han erhöll följande år ministers titel och utnämndes 1977 till agronomie- och forsthedersdoktor.